# فرودگاه منطقه‌ای بمیجی
فرودگاه منطقه‌ای بمیجی (به انگلیسی: Bemidji Regional Airport) یک فرودگاه همگانی بهره‌برداری هوایی با کد یاتا BJI است که یک باند فرود آسفالت دارد و طول باند آن ۲۱۳۴ متر است. این فرودگاه در شهر بمیجی، مینه‌سوتا کشور ایالات متحده آمریکا قرار دارد و در ارتفاع ۴۲۴ متری از سطح دریا واقع شده‌است.